# ITF Women's Circuit Caracas
L'ITF Women's Circuit Caracas è un torneo professionistico di tennis giocato su campi in cemento. Fa parte dell'ITF Women's Circuit. Si gioca annualmente a Caracas in Venezuela.

## Albo d'oro

### Singolare
| Anno     | Campionessa          | Finalista           | Punteggio     |
| -------- | -------------------- | ------------------- | ------------- |
| 2011     | Adriana Pérez        | Viktoryia Kisialeva | 6-1, 6-3      |
| 2011 (2) | Adriana Pérez        | Amanda McDowell     | 2-6, 6-2, 6-2 |
| 2011 (3) | Indire Akiki         | Amanda McDowell     | 6-0, 6-2      |
| 2012     | Jennifer Elie        | Lauren Albanese     | 6–1, 6–2      |
| 2012 (2) | Jennifer Elie        | Marina Giral Lores  | 6–4, 2–6, 6–4 |
| 2012 (3) | Adriana Pérez        | Teliana Pereira     | 6–1, 6–1      |
| 2013     | Verónica Cepede Royg | Laura Pigossi       | 6–2, 6–2      |

### Doppio
| Anno     | Campionesse                                | Finaliste                                | Punteggio        |
| -------- | ------------------------------------------ | ---------------------------------------- | ---------------- |
| 2011     | Karen Castiblanco Adriana Pérez            | Indire Akiki Zuzana Linhová              | 7-5, 6-2         |
| 2011 (2) | Karen Castiblanco Adriana Pérez            | Lena Litvak Amanda McDowell              | 7–6(10), 6-4     |
| 2011 (3) | Misleydis Diaz-González Yamile Fors-Guerra | Anastasia Kharchenko Viktoryia Kisialeva | 3-6, 6-3, [10-8] |
| 2012     | Lauren Albanese Zuzana Zlochová            | Marcela Bueno Flávia Guimarães Bueno     | 6–2, 6–3         |
| 2012 (2) | María Andrea Cárdenas Jennifer Elie        | Luicelena Pérez Karina Venditti          | 6–3, 4–6, [10–3] |
| 2012 (3) | Mailen Auroux María Irigoyen               | Verónica Cepede Royg Adriana Pérez       | 6–4, 6–3         |
| 2013     | Verónica Cepede Royg Adriana Pérez         | Florencia Molinero Laura Pigossi         | 6–3, 6–3         |